# Green-Stadion
Das Green-Stadion (hebräisch אצטדיון גרין) ist ein Fußballstadion in der israelischen Stadt Nof HaGalil (bis 2019: Nazareth-Illit), Hauptstadt des Nordbezirks des Landes. Es verfügt über 5200 Sitzplätze auf drei Tribünen, eine Flutlichtanlage und ein Spielfeld aus Naturrasen. Die Anlage ist seit der Eröffnung 1965 Heimspielstätte des Fußballvereins Hapoel Nof HaGalil. In der Ligat ha’Al 2022/23 nutzt Maccabi Bnei Reina aus Reina die Sportstätte, da das städtische Stadion von Reina nicht den Anforderungen der Liga entspricht. Des Weiteren waren Hapoel Akko, der FC Nazareth Illit und Hapoel Afula Nutzer des Stadions. 2004 wurde die Heimstätte von Hapoel Nof HaGalil mit Hilfe einer Spende der Familie Green renoviert. Seitdem trägt es diesen Namen. Vor dem Stadion steht ein Gedenkstein für Irwin und Bethea Green.
Von 2019 bis 2020 wurde das Green-Stadion umfangreich renoviert, um es den Anforderungen der ersten Liga des Landes, der Ligat ha’Al, anzupassen.

## Galerie

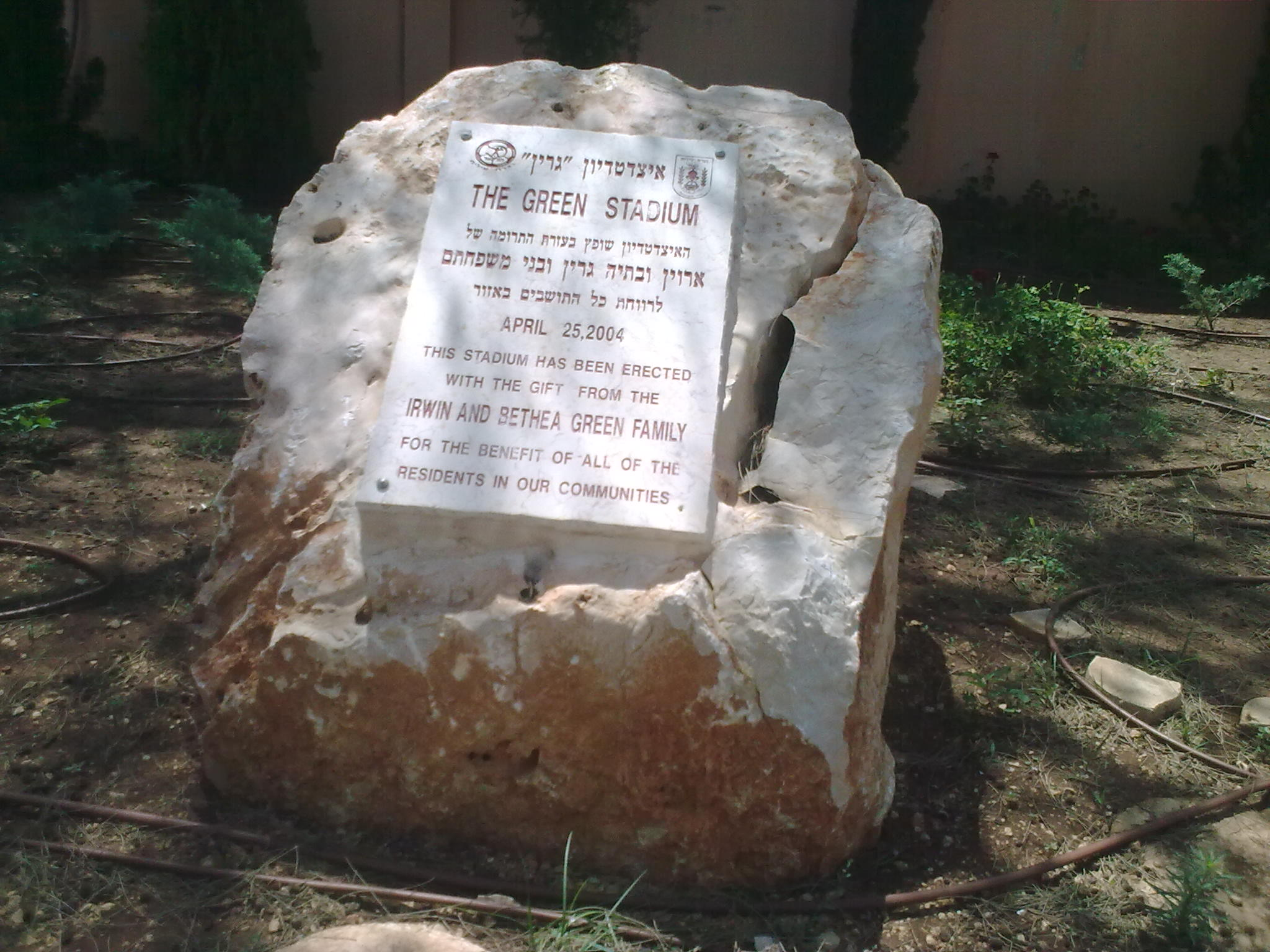
Gedenkstein für Irwin und Bethea Green (Juli 2009)
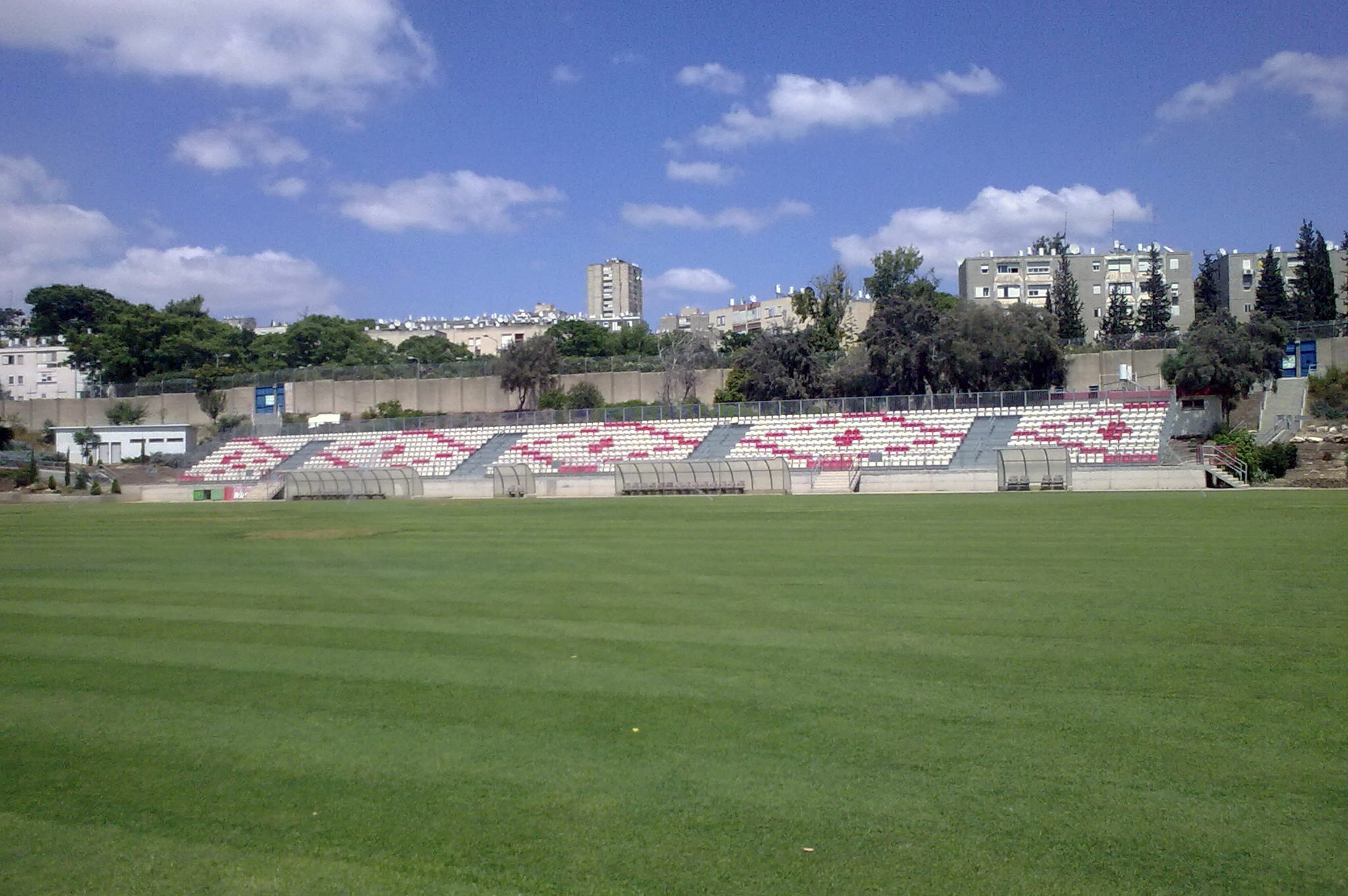
Die Gegentribüne im Westen (Juli 2009)
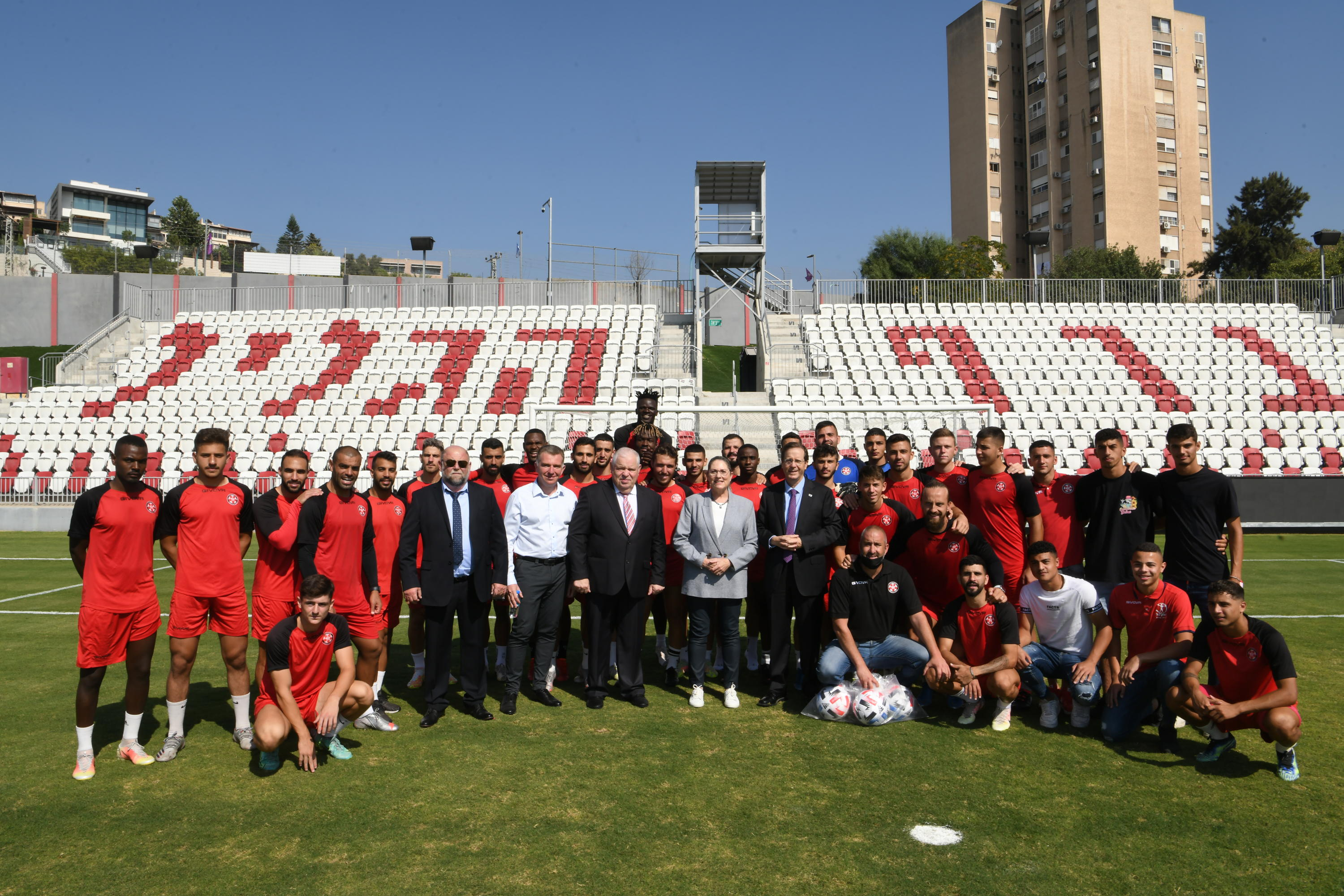
Staatspräsident Jitzchak Herzog zu Besuch im Green-Stadion am 11. Oktober 2021